# 両航事件
両航事件（りょうこうじけん、台湾では「兩航投共」、中国大陸では「兩航起義」とも）は、第二次国共内戦末期にイギリス領香港で発生した、中華民国の航空会社2社の社員による共産党政権への投降事件である。1949年11月9日、当時中華民国交通部に属していた中国航空公司（中航）および中央航空運輸公司（央航）の職員が香港で起義を宣言した。中航総経理の劉敬宜、央航総経理の陳卓林の指揮の下、香港から12機の航空機を操縦し、地上の航法支援や気象保障のない困難な状況の中、さらには国軍の攻撃を受ける可能性を伴いながらも、中華人民共和国の天津・北京へと飛行した。同時に、香港に留まった職員は国民党当局および英領香港当局との「護産闘争」を展開し、香港に残されていた71機の航空機、および倉庫・機材などの大量の資産の処遇を巡り対立した。また、航空機整備工場、電信修理工場、数千トンに及ぶ設備・資材・航空燃料が中国本土へ持ち帰られた。両航空会社が香港国際空港に置いていた71機の航空機は、台湾海峡を挟んだ両岸政府の争奪対象となった。中華民国政府はこの航空機を、アメリカでクレア・リー・シェンノートが設立した民航空運公司に売却した。国共双方、さらにはアメリカ・イギリスを巻き込んだ外交交渉と法的訴訟の末、1952年10月8日、香港最高法院は民航空運公司側の勝訴を判決し、同社がこれらの航空機を取得することとなった。その後、1987年に中華人民共和国政府とイギリス政府の間で合意が成立し、中国側は前中航・央航の資産に関する請求を含む4件の歴史的な資産要求を放棄することとなった。その交換条件として、イギリス政府は中華人民共和国政府に対し380万米ドルを支払うことに同意した。

## 背景
第二次世界大戦終結前、中華民国交通部の管轄下には中国航空公司（中航）と中央航空公司（央航）の二大航空会社が存在していた。1946年、クレア・リー・シェンノートとホワイティング・ウィラウアー（英語: Whiting Willauer）は、民間資本による民航空運隊を設立した。国共内戦の後期に入ると、中華民国の政府機関は次第に台湾への撤退を開始した。これに伴い、1949年4月以降、中航・央航は上海から約80機の航空機、整備設備、後方支援要員を順次香港へ移転させた。香港政庁は両社の航空機に対し啓徳空港からの撤退を求めたものの、両社はこれを拒否した。
1949年2月、中国共産党中央香港分局の責任者である潘漢年と夏衍は、中共文化工作委員会の香港駐在員である張駿祥、蔡景超、于伶らとともに、中国共産党員で当時中航香港辦事処処長であった何鳳元と接触し、さらに中航総経理の劉敬宜と連携して起義（共産党政権への帰順）を計画し、中国共産党の指導を受けることを協議した。一方、央航総経理の陳卓林も鄧士章らとともに香港を離れる決意を固め、央航が南京に派遣した連絡員である雷仲仁と連絡を取り、彼を通じて北平に接触した。国共交渉が決裂した後、1949年7月に中国人民革命軍事委員会は呂明と当時の央航副総経理であった査夷平を香港に派遣し、計画を進めることとした。両名は8月24日に香港に到着し、現地の張鉄生、廖子茴らと連絡した。当初計画ではパイロットの帰順を中心に進める予定であったが、これを両社の全職員による帰順へと拡大し、両社を中華人民共和国の指導下に置くこととした。最終的に計画は成功した。

## 過程
1949年11月9日朝、両社の総経理である劉敬宜と陳卓林の指揮の下、12機の航空機（コンベア240型旅客機1機、C-46輸送機3機、C-47輸送機8機）が香港啓徳空港から「北飛」し、中華人民共和国政府の支配下にある中国大陸へ向かった。このうち、央航のコンベア240型（XT-610号）は北京西郊空港に到着し、当時の中華人民共和国外交部副部長李克農、人民解放軍空軍司令員劉亜楼らの官僚・将官による出迎えを受けた。残る11機は天津の張貴荘空港に到着した。香港および海外にいた両社の事務所に所属する2,000人以上の職員も起義を宣言し、中華人民共和国政府の指導を受けることを表明、その後次々と中国大陸へ戻り業務復帰した。
1949年11月12日、中央人民政府政務院総理の周恩来は、中国航空公司および中央航空公司を中華人民共和国の資産として接収することを発表した。
北飛事件発生後、中華民国政府は11月13日に緊急対応として戴安国を中国航空公司（中航）の総経理に任命し、事後処理を担当させた。同時に、交通部長の葉公超は香港政庁に対し、両航空会社の航空機登録および乗務員ライセンスの一時停止を要請した。当時、両社の航空機71機が香港に残されていた。その内訳は、中央航空公司が所有する40機（コンベア240型旅客機5機、C-46輸送機18機、C-47輸送機17機）、中国航空公司が所有する31機（ダグラスDC-4型旅客機5機、C-46輸送機18機、C-47輸送機7機、AT-6型練習機1機）であった。中華民国政府は、これらの航空機が英国側から中華人民共和国に引き渡され、台湾侵攻やアジアにおける軍事的拡張に利用されることを防ぐため、機体の所有権を米国の企業に移転することを決定した。これを受け、クレア・リー・シェンノートとホワイティング・ウィラウアー（Whiting Willauer、魏豪爾）が動き、米国デラウェア州に民航空運公司（CATi）を設立した。1949年12月12日、中華民国政府は両航空会社の資産をシェンノート経由で民航空運公司へ売却した。なお、パンアメリカン航空（パンナム）が中国航空公司の20%の株式を保有していたため、機体登録に際して所有権の明確化が求められた。当初、パンナムはこの売却に消極的であったが、米国国務省の意向を受け、1949年12月20日に125万ドルで保有株を民航空運公司に売却した。数時間後、これらの航空機は米国での登録が完了した。民航空運公司は続く1950年1月には香港の裁判所に提訴し、残存する航空機の差し押さえと同社への引き渡しを求めた。
この訴訟は、国際法上いくつかの問題を引き起こした。この取引が行われたのは、イギリスが中華人民共和国を承認する前であったが、訴訟はイギリス政府が中華人民共和国を事実上および法律上中国を代表する政府として承認した後に発生した（イギリスは1950年1月6日に中華人民共和国を承認）。そのため、法律上、遡及的にこの取引を無効とすることが可能かどうかが争点となった。当時、香港政庁は中華人民共和国政府に対して比較的友好的な姿勢を取っており、イギリスも中国本土における自国の利益を確保するため、一定の外交的妥協を望んでいたため、民航空運公司は政治的に不利な立場に置かれていた。
1950年2月23日、香港最高法院正按察司のサー・レスリー・ギブソンは、主権免除の原則に基づき、民航空運公司の請求による判決の発出を拒否した。この判決を受け、米国国務長官ディーン・アチソンは翌24日の記者会見で、香港およびロンドン当局に対し厳重な抗議を行ったと発表した。また、有力共和党上院議員ウィリアム・ノーランドは、上院においてイギリスを強く非難し、イギリスが飛行機を北京側に引き渡すことは、非共産主義世界に対する最大の打撃であり、アジアでの共産主義拡大をイギリスが助長する状況下では、イギリスはアメリカのヨーロッパにおける共産主義封じ込め政策への協力を期待することはできないと警告した。これに対し、イギリス外務省の報道官は2月27日、イギリス政府は香港の司法判断に介入しないと公式に表明した。同日、中華人民共和国政府は、問題の飛行機が北京で登録されていることを香港政庁に提示した。
1950年1月6日、イギリスは中華人民共和国を承認し、双方の大使を交換し、正式な外交関係を樹立することを希望した。3月になって中華人民共和国政府は、大使派遣の前にイギリスが国際連合における中国の代表権問題と香港に残存する航空機の処遇という二つの問題についてどのような立場をとるかを知りたいと伝えた。イギリスはこれに対し、安全保障理事会で多数の支持が得られた場合には中華人民共和国の代表権を支持すること、そして他国が所有権を主張しない限り、イギリスはこの航空機を中華人民共和国に引き渡すことを表明した。中華人民共和国政府はさらなる明確化を求めたが、1950年5月にイギリス側が追加回答を行った後、中国側はそれ以上の対応を行わなかった:120。1950年3月、香港に留まっていた一部の航空機の部品や機材が海路で中国本土へと運ばれた。4月2日には、中華民国政府が特務の宋祥雲を香港に派遣し、啓徳空港で時限爆弾による爆破工作を実行させ、これにより7機の航空機が損傷を受けた。4月4日、中華人民共和国の周恩来外相は、イギリスが航空機の離陸を妨害していると非難し、香港当局が中国の財産を損害させたことについて直接的な責任を負うべきであると非難した。1950年5月10日、イギリス政府は枢密院令（Order in Council）を発し、香港最高法院に対して、航空機の財産に関する訴訟の審理方法を指示した。その内容は、主権免除を考慮する必要はなく、航空機の所有権問題を調査し解決すること、必要に応じて欠席裁判を行うことができ、関係当事者は香港最高法院の合議庭（最高法院控訴庭）および枢密院司法委員会に上訴することが可能であること、そして訴訟が完全に解決するまで香港総督が航空機の出境を阻止できることを定めていた。これにより、航空機の所有権をめぐる訴訟が数年間続く可能性が高まった。
1950年6月に朝鮮戦争が勃発すると、イギリスが国連軍に参加したことで、北朝鮮を支援する中華人民共和国との関係は悪化した。1951年5月18日、国際連合は中華人民共和国に対する禁輸措置を可決した。同年5月、民航空運公司は40機の航空機を含む中央航空の財産について新たな訴訟を起こし、その審理が開始された。正按察司のサー・ジェラルド・ルイス・ハウ（英語: Gerard Lewis Howe）は弁論を聴取した後、5月21日に民航空運公司の敗訴を言い渡し、中華民国政府とシェンノートらの間で行われた取引は悪意を持つものであり、契約は無効であるとし、所有権は中華人民共和国に属すると判断した。原告側はこの判決を不服として香港最高法院の合議庭に上訴したが、12月に合議庭は原判決を支持した。1952年6月、民航空運公司はこの判決をイギリス枢密院司法委員会（イギリスおよびイギリス領香港における終審）に上訴した。そして7月28日、枢密院は香港最高法院の判決を覆し、中央航空の財産は民航空運公司に属するとする判決を下した。これに対し、中華人民共和国政府は8月5日、イギリスへの報復措置として上海市の英聯船廠および馬勒機器造船廠を徴用した:56。同年10月8日、香港最高法院は、残る中国航空の31機の航空機および関連資産についても民航空運公司に所有権があるとの判決を下した。これにより、民航空運公司は合計71機の航空機を回収した。しかしその後の検査により、これらの航空機はすでに飛行に適さない状態であることが判明した。
1952年9月28日、アメリカ海軍は護衛空母「ケープ・エスペランス」を香港に派遣し、中央航空に属していた40機の航空機を第一陣としてアメリカ・ロサンゼルスへ輸送した。中華民国政府は民航空運隊に対し、これらの航空機に関して400万ドルの支払いを要求し、また同社を中国企業として再編するよう求めた。一方で、アメリカ中央情報局は当初、この航空機を秘密作戦の支援に活用する計画を立てていたが、検討の結果、最終的にその計画を取りやめた。民航空運公司は、これらの航空機の一部を売却する決定を下した。
1987年6月5日、中英両政府は「中華人民共和国政府とグレートブリテン及び北アイルランド連合王国政府との間の歴史的に残された相互の資産請求問題の解決に関する協定（中国語: 中华人民共和国政府和大不列颠及北爱尔兰联合王国政府关于解决历史遗留的相互资产要求的协定）」に調印した。この協定により、中国政府はかつての「中国航空公司」と「中央航空公司」の資産要求を含む4つの歴史的な資産請求について今後追及しないことを承諾し、その交換条件として、イギリス政府は中国政府に対して380万ドルを支払うことに同意した。

## 影響
1980年11月10日、中国民用航空総局党委員会は「両航起義に関わる人員政策を実施することに関する請示報告」において、次のように指摘した。：
（両航起義は）解放戦争において協力的な役割を果たし、香港・九龍における他の国民党機関への起義に対しても先導的かつ模範的な意義を持った。毛主席と周総理は起義の成功を祝電で讃え、両航起義の功績を高く評価した。周総理は「これは無限の前途を持つ中国人民航空事業の出発点である」と指摘している。
1950年7月29日、中華人民共和国政府は両航事件で主力機となったコンベア240型XT-610号を「北京号」と命名することを承認し、毛沢東が自ら「北京」の二文字を揮毫し、盛大な命名式典が執り行われた。8月1日より「北京号」は広州－漢口－天津路線の運航を開始し、潘国定が機長を務めた。
香港での起義に参加した両航空会社職員には、飛行機に搭乗して北上した者、香港に留まり会社資産を保護した者、マカオや海外の事務所に駐在していた者、および台湾など未だ「解放」されていない地域でにて起義に呼応し、帰還した者などがおり、その総数は2527人に達した。その後さまざまな理由により、826人が香港で両社から離脱し、実際に帰順した者は1701人となった。この他、大陸全土が解放された際に各地で接収され、または両航空会社に留用された職員は約1300人に及んだ。これらの帰順者および留用職員の大多数は、引き続き民間航空系統内に配置された。1952年、中央政府は民間航空機構の再編を決定し、航空産業および空軍建設を強化するため、民間航空の航空機修理工場、通信修理工場、上海予備航空学校、ならびに民生病院、育鵬小学校、幼稚園などの付属機関を、それぞれ中央重工業部航空工業局、総参謀部、空軍および関連する地方部門に移管し、それに伴い両航起義参加者および留用職員771人がこれらの部門へ再配置された。その後も一部の職員が民間航空部門から転属となり、1965年の時点で民間航空業界に従事していた起義参加者および留用職員は586人となった。1980年9月には、この数は416人となった。
1964年11月、劉敬宜は中華人民共和国第四期全国政治協商会議の委員に選出された。1971年、劉は一家とともにオーストラリアへ移住した。1973年5月10日、劉敬宜は多方面の調整を経て中華人民共和国を帰国訪問する準備を進めていたが、出発直前にオーストラリア・シドニーで逝去した。周恩来総理は弔電を送り、劉敬宜の「愛国反帝の精神は永遠に不滅である」と評した。
両航事件の後、中華人民共和国に帰属した関係者は統一戦線の対象として扱われ、民航部門から優遇を受けた。そのうち半数以上の人員は昇進し、また、夫婦が別々の地域に居住していた場合には、配偶者の戸籍や就職問題も解決された。1959年10月22日、周恩来総理は起義参加者に記念章を授与することを承認した。1959年11月9日、北京の全国政協礼堂において「両航起義10周年紀年大会」が開催された。
しかしその後、反右派闘争から文化大革命の期間にかけて、両航事件に参加した関係者の多くは迫害を受けた。中国民用航空総局が文化大革命終了後の1980年に実施した再調査によると、起義参加者のうち、迫害により死亡または重度の障害を負った者は9人、投獄や処分を受けた者は57人、それ以外の154人も政治学習班への参加や一定の影響を受けたとされる。また、中国大陸の反体制派であり、元重慶師範大学涉外商貿学院副教授の譚松や、反体制作家の趙旭によれば、1979年までに共産党側に帰順した500名以上の人員のほとんどが迫害を受け、わずかしか生き残らなかったという。北京だけでも48人が「アメリカ・蔣介石政権の特務」であるとして、迫害により死亡したとされる。また、北飛作戦（香港からの脱出飛行）を指揮したパイロットの潘国定は、拷問により脊椎を折られたとする。
1980年12月16日、中国共産党中央弁公庁および国務院弁公庁は、本節冒頭で引用した民航総局党委の「請示報告」を転送した。1981年9月10日、中国民用航空総局は「『“両航”起義証明書』授与大会」を開催し、起義参加者の名誉を回復し、その貢献を称えるとともに、過去の政治運動における誤りを正した。事件の計画者である潘国定は1977年に名誉回復を受け、その後、第5・6・7・8期全国政協委員、中国民用航空総局航行司顧問などを歴任した。

## 記念活動

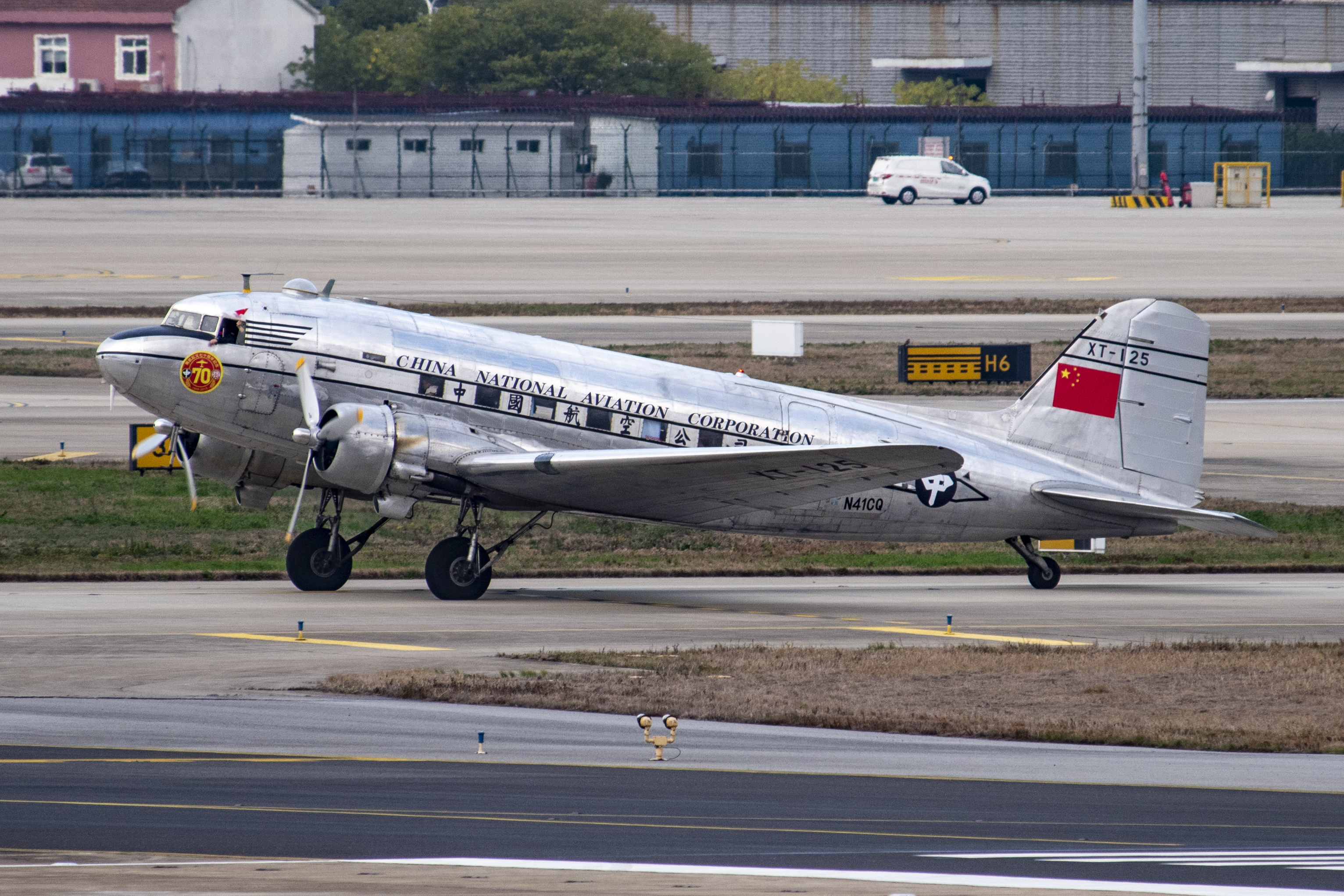
上海虹橋空港で離陸待機中の中国航空公司仕様の記念塗装が施されたDC-3型旅客機

2019年12月3日から6日にかけて、「両航事件」70周年を記念するため、中華人民共和国本土の民間コレクターがダグラスDC-3型機を購入し、復古塗装を施した。この機体は、起義当時の飛行ルートを再現し、南昌昌北〜香港赤鱲角〜広州白雲〜上海虹橋〜北京大興への記念飛行を完遂した。